# Charles Digby
Charles Digby M. A. (31 de maio de 1775 - 26 de maio de 1841) foi um cónego de Windsor de 1808 a 1841.

## Carreira
Ele foi educado em St Mary Hall, Oxford, onde formou-se em 1798 e em 1801.
- Reitor de Middle Chinnock, Somerset 1807
- Reitor de Chisleborough com West Chinnock 1807
- Reitor dos Bispos Caundle, Dorset 1810

Ele foi nomeado para a segunda bancada na Capela de St George, Castelo de Windsor em 1808, e manteve a posição até 1841.